# Andinosaura laevis
Andinosaura laevis — вид ящірок родини гімнофтальмових (Gymnophthalmidae). Ендемік Колумбії.

## Поширення і екологія
Andinosaura laevis мешкають в горах Західного хребта Колумбійських Анд, в департаментах Вальє-дель-Каука і Рисаральда. Вони живуть у вологих гірських тропічних лісах і хмарних лісах та на плантаціях. Зустрічаються на висоті від 2000 до 2820 м над рівнем моря.

## Збереження
МСОП класифікує цей вид як вразливий. Andinosaura laevis загрожує знищення природного середовища.